# شنا در بازی‌های آفریقایی
شنا یکی از ورزش‌های بازی‌های آفریقایی است که از سال ۱۹۶۵ تاکنون در این مسابقات برگزار می‌شود.

## بازی‌های آفریقایی
| بازی‌ها | سال  | شهر        | # کشور | # شناگران           |
| ------ | ---- | ---------- | ------ | ------------------- |
| I      | ۱۹۶۵ | برازاویل   |        |                     |
| II     | ۱۹۷۳ | لاگوس      |        |                     |
| III    | ۱۹۷۸ | الجزیره    |        |                     |
| IV     | ۱۹۸۷ | نایروبی    |        |                     |
| V      | ۱۹۹۱ | قاهره      |        |                     |
| VI     | ۱۹۹۵ | هراره      |        |                     |
| VII    | ۱۹۹۹ | ژوهانسبورگ | ۱۸     | ۱۲۸                 |
| VIII   | ۲۰۰۳ | آبوجا      | ۲۱     | ۱۱۷ (مرد=۶۳; زن=۵۴) |
| IX     | ۲۰۰۷ | الجزیره    | ۱۶     | ۱۲۱                 |
| X      | ۲۰۱۱ | ماپوتو     |        |                     |